# Bonny G. Assan

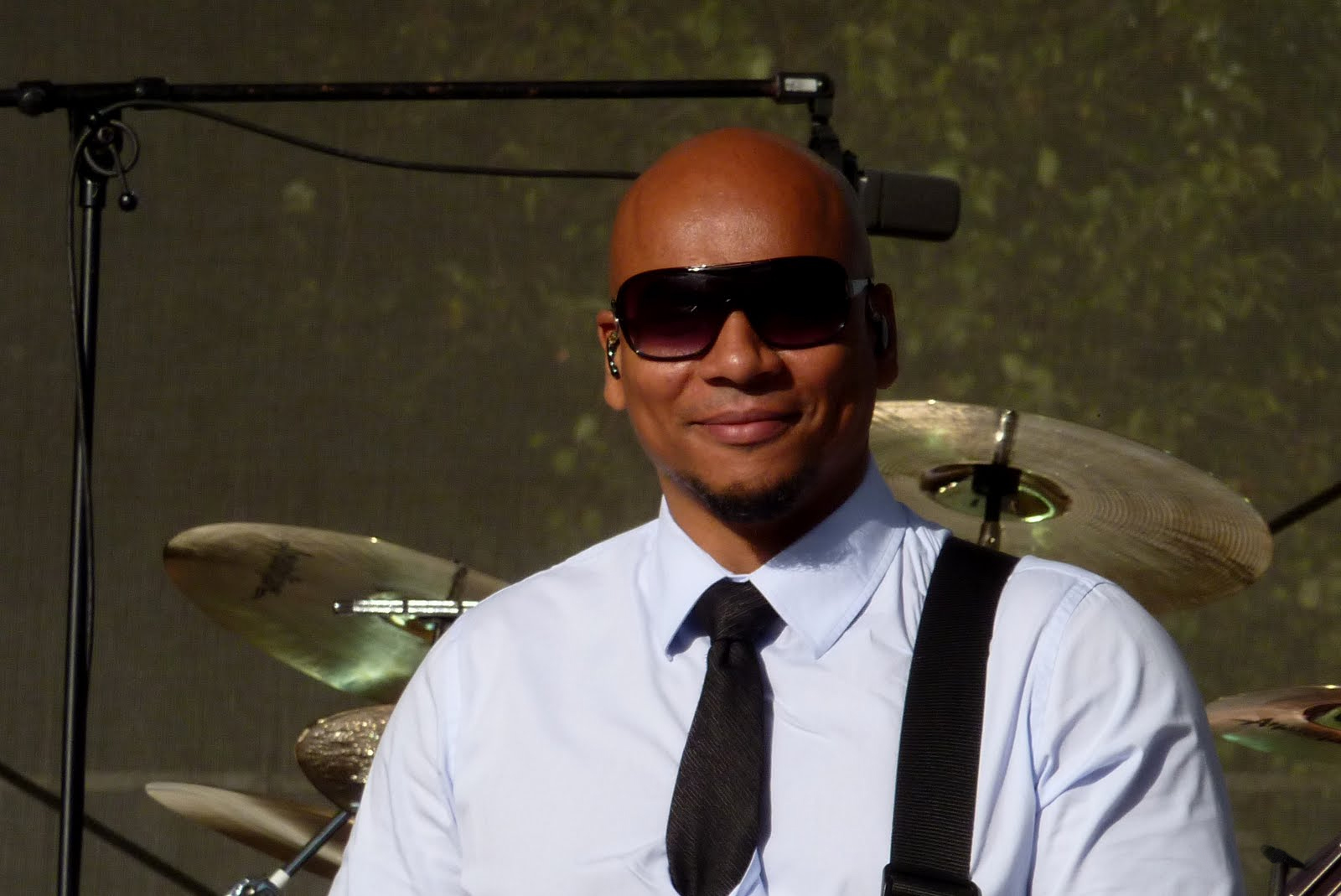
Bonny Assan beim Parkfest in Waltrop, 29. August 2009

Bonny G. Assan (* 18. Februar 1970 in Hanau; bürgerlich Gottfried Assan) ist Bassist, Songwriter, Grafiker und Kommunikationswirt.

## Werdegang

### Erste Schritte als Musiker
Bonny G. Assan begann sehr früh, Querflöte und Trompete zu spielen. Fasziniert von der schottischen Rockband Big Country, in deren Songs Scottish Folk-Elemente dominieren, wechselte er bald zu Gitarre und Bass. Neben Folk-Rock haben ihn auch andere musikalische Einflüsse, wie zum Beispiel Funk-Rock, Alternative Rock, aber auch Hip-Hop geprägt. 
Von 1994 bis 1999 war er als Gitarrist und Songwriter bei der Crossover-Band Earthcake. Sie begleiteten unter anderen die amerikanische Band 24-7 Spyz auf deren kompletten Deutschlandtour als Support. Mit den beiden Singles My Sharona und Jump war die Band auch über die Video-Rotation des Senders VIVA in den Medien präsent.
Von 2001 bis 2006 war Assan Gitarrist und Songwriter bei IONIC-1 bzw. Monstertrip. 2003 entstand mit Claus Grabke und dem Produzenten Siggi Bemm eine Demo. Ebenfalls Bandmitglied von Monstertrip war Achim Remling, der heute unter dem Künstlernamen Achim Petry bekannt ist.

### Bassist bei Thomas Godoj
Im Mai 2008 wurde die Band Thomas Godoj vom gleichnamigen Sänger gegründet. Bonny G. Assan war sowohl bei den Studioaufnahmen zu den Alben Plan A! (Platin Edition) und Richtung G wie auch bei verschiedenen Fernsehauftritten, Festivals und den Konzerttourneen dabei. Seine kreative Seite konnte er beim Entstehen der Songs Alles was nicht existiert und Ein Stückchen Ewigkeit einbringen. Beide Songs wurden von der damaligen Band gemeinsam geschrieben und befinden sich auf dem Album Richtung G. Letzteres haben sie zur Fußballweltmeisterschaft 2010 zum WM-Song Hand aufs Herz umgeschrieben. Als Bassist war Bonny G. Assan festes Mitglied dieser Band zwischen Mai 2008 und Januar 2011. Sein Nachfolger in der Band wurde Christian Bömkes.

## Weitere Aktivitäten
Den Bass spielte Assan auch in der deutschen Rockband Tiefer. Diese Band spielte vor allem Alternative Rock und Pop-Rock mit deutschen Texten. Zu ihr gehörten außerdem an der Gitarre René Lipps und Sebastian Netz, der auch in der Band von Thomas Godoj spielt, Olli Schmitz am Schlagzeug und Sänger Philipp Borg. Die im April 2010 gegründete Band löste sich im Mai 2012 wieder auf. Er ist Bandmitglied bei Achim Petry.
Aktuell ist er Bassist in der Rage Against the Machine Coverband Ragetrack.
Neben seinen Bandaktivitäten ist er auch als Studiomusiker tätig. Er begleitet auch viele Künstler als Gastmusiker bei deren TV-Auftritten, wie zum Beispiel Lionel Richie, Mariah Carey, Anastacia, Joe Cocker.

## Diskographie
- Earthcake: Pull the trigger (1995)
- Earthcake: Simsalabim (1996)
- Earthcake: My Sharona Single (1996)
- Earthcake: Jump Single (1996)
- Thomas Godoj: Plan A! (Platin Edition) (2008)
- Thomas Godoj: Richtung G (2009)
- Sampler: Tribute to „Die Fantastischen Vier“ (2009) mit dem Song „Flüchtig“
- Tiefer: Frei von Schuld (2011)
- B-Tight: Drinne (2012)[8][9]
- Wolfgang Petry: Brandneu (2015)[10]